# Observatorio de Marsella
El Observatorio de Marsella (en francés, Observatoire de Marseille) es un observatorio astronómico profesional situado en Marsella, en el sur de Francia.

## Historia
Los inicios del observatorio de Marsella se remontan a 1702 con la instalación en el colegio Sainte-Croix, rue Montée-des-Accoules, de un observatorio provisto de instrumentos gracias a una subvención real. El primer director fue el jesuita Antoine Laval. Entre 1718 y 1728 el observatorio permanece inactivo con la partida de Laval a Toulon. Con la llegada del padre Esprit Pezenas en 1749, el observatorio recobró actividad convirtiéndose ese mismo año en Observatorio Real de la Marina. Bajo la dirección de Pezenas dos nuevos astrónomos se unen al observatorio y se añade nuevo material, en particular un telescopio de 6 pies de distancia focal y un pie de apertura. Con la expulsión de los jesuitas de Francia en 1763, Pezenas pierde su puesto.
Saint-Jacques de Silvabelle le sucede y repone el fondo de instrumentos. Trabaja y publica sobre la refracción atmosférica, la verificación de la superficie de los espejos de los telescopios, el diámetro de Júpiter, su achatamiento y la duración de su rotación, y el tránsito de Venus de 1769. Los últimos veinte años del Silvabelle en el observatorio estarán marcados por los múltiples conflictos provocados por Mourraille, secretario perpetuo de la clase de ciencias. 
Jacques-Joseph Thulis sucede a Silvabelle, aunque en la práctica ejerce ya las funciones de director desde que Silvabelle no puede realizarlas por su edad. Bajo su dirección el observatorio descubre 18 cometas. También es bajo la dirección de Thuli cuando el observatorio comienza a publicar regularmente. Mantiene un registro de las observaciones y a su trabajo astronómico hay que añadir 20 años de observaciones meteorológicas ininterrumpidas.
Tras Thulis, Jean-Jacques Blanpain se coloca al frente de observatorio. Continúa las observaciones a pesar de las graves dificultades materiales. El material es obsoleto y la producción científica disminuye. En 1822 es despedido.
Jean-Félix Adolphe Gambart descubre 16 cometas y efectúa numerosas observaciones de ocultaciones de planetas y de eclipses de los satélites de Júpiter.
Benjamin Valz, un astrónomo muy activo, propone un par de investigación sistemática de los planetas menores lo que llevó al descubrimiento de 32 asteroides desde el observatorio por parte de Jean Chacornac, Jérôme Eugène Coggia y Ernst Wilhelm Tempel.
La final de la dirección de la Valz marca una etapa importante en la vida del observatorio ya que es trasladado de la casa Sainte-Croix a la meseta de Longchamps. Charles Simon y después Auguste Voigt ocupan el puesto de director entre 1862 y 1865. Este último será reemplazado por Édouard Stephan aunque sólo como director adjunto de Urbain Le Verrier, ya que el observatorio pasa a vincularse con el Observatorio de París formando el Observatorio de París y Marsella. Esta situación es poco práctica y en 1873 el observatorio recobra su autonomía siempre bajo la dirección de Stephan hasta 1907. El material científico es renovado completamente destacando un telescopio de 0.8 m de apertura. En esta época es descubierto el Quinteto de Stephan y de otros numerosos objetos que Stephan califica como nebulosas. La naturaleza extragaláctica de estos objetos será descubierta por Edwin Hubble en 1924.
De 1916 a 1968 el observatorio publica el Journal des observateurs. En los años 1950-60, la formación del ESO, supondrá el fin de la observación astronómica en Marsella y el equipo de astronomía espacial pasará a convertirse en el Laboratorio de Astronomía Espacial de Marsella (en francés, Laboratoire d'Astronomie Spatiale de Marseille, LAS).
En 2000, el Observatorio de Marsella y el LAS se fusionan para formar el Laboratorio de Astrofísica de Marsella (en francés, Laboratoire d'Astrophysique de Marseille, LAM). El LAM, el Observatorio de Haute-Provence y el departamento Gassendi se federan bajo la estructura Observatorio Astronómico de Marsella-Provenza (en francés, Observatoire Astronomique de Marseille-Provence).

## Directores
- Antoine Laval 1702-1728
- Esprit Pezenas 1729-1763
- Saint-Jacques de Silvabelle 1763-1801
- Jacques-Joseph Thulis 1801-1810
- Jean-Jacques Blanpain 1810-1821
- Jean-Félix Adolphe Gambart 1821-1836
- Benjamin Valz 1836-1860
- Édouard Stephan 1866-1907
- Henry Bourget 1907-1921
- Henri Buisson (directeur intérimaire) 1921-1923
- Jean Bosler 1923-1948
- Charles Fehrenbach 1948-1971